# Woman Rush Hour
 (novembre 2020).
Woman Rush Hour (ウーマンラッシュアワー) est un duo de comédiens japonais qui propose des spectacles de manzai. Ils travaillent au sein de l'agence Yoshimoto. 
Le duo, formé en 2008, est composé de Daisuke Muramoto (boke) et Nakagawa Paradise. Il est connu en particulier pour un numéro qui égrène différents problèmes politiques du Japon, régionaux ou nationaux, pour se terminer par l'affirmation selon laquelle le plus gros problème du pays est la faible conscience politique de ses citoyens, Muramoto pointant alors du doigt directement les spectateurs et affirmant « On parle de vous, les gars ».
Dans ses sketchs, le duo aborde, entre autres, la question des bases militaires américaines à Okinawa. 
Muramoto expérimente avec de nouveaux moyens de communication pour défendre son humour politique, peu conventionnel au Japon. Par exemple, pendant la pandémie de Covid-19, il a offert des spectacles sur la plateforme Zoom.

## Prix et récompenses
- Vainqueur de THE MANZAI 2013[2]